# محمد رضا عارف
محمد رضا عارف (مواليد 19 ديسمبر 1951) هو مهندس وأكاديمي وسياسي إصلاحي إيراني، وهو النائب الأول الثامن لرئيس إيران منذ عام 2024، في عهد الرئيس مسعود بزشكيان.
كان زعيم كتلة الأمل الإصلاحية في البرلمان الإيراني، ممثلاً لطهران وري وشميرانات وإسلام شهر. كما كان عارف يرأس المجلس الأعلى للإصلاحيين لصنع السياسات منذ إنشائه في عام 2015. وهو حاليًا عضو في مجمع تشخيص مصلحة النظام. شغل منصب النائب الأول لرئيس الجمهورية الإيرانية من 2001 حتى 2005 في عهد الرئيس محمد خاتمي.
شغل سابقًا منصب وزير تكنولوجيا المعلومات والاتصالات ورئيس منظمة الإدارة والتخطيط في حكومة خاتمي الأولى. كان عضوًا في المجلس الأعلى للثورة الثقافية حتى عام 2021 . وهو أيضًا مهندس كهرباء وأستاذ في جامعة طهران و جامعة شريف التكنولوجية . كان مرشحًا في الانتخابات الرئاسية لعام 2013 لكنه انسحب من الترشح من أجل إعطاء المعسكر الإصلاحي فرصة أفضل للفوز.
.

## النشأة والتعليم
ولد محمد رضا عارف في 19 ديسمبر 1951 لعائلة متدينة في يزد. كان والده ميرزا أحمد عارف رجل أعمال مشهور. كان نابغاً في الرياضيات منذ طفولته وفاز بالمركز الأول على مستوى ايران في المسابقة الوطنية للرياضيات في رامسر عام 1969. وفاز بالمركز الثاني على مستوى البلاد في امتحان القبول الوطني للرياضيات عام 1970. 
حصل على درجة البكالوريوس في هندسة الإلكترونيات من الكلية التقنية في جامعة طهران، عام 1975. كان يعقد الاجتماعات الدينية أيام دراسته في جامعة طهران. وقاد العديد من الاحتجاجات اعتقلته لجنة مكافحة التخريب المشتركة التابعة للسافاك في عام 1975 قبل الثورة الإيرانية.
ذهب إلى الولايات المتحدة بمنحة دراسية من جامعة أصفهان للتكنولوجيا. وخلال سنوات دراسته في الولايات المتحدة كان عضواً رسمياً وناشطاً في الجمعية الإسلامية للطلبة الأميركيين والكنديين.
حصل على درجة الماجستير والدكتوراه في الهندسة الكهربائية والاتصالات من جامعة ستانفورد في عامي 1976 و1980 على التوالي. كانت أطروحته للدكتوراه حول نظرية المعلومات للشبكات، بإشراف توماس م. كوفر. قدم وحلل شبكات التتابع الحتمية التي أطلق عليها فيما بعد شبكات عارف.

## المسيرة المهنية

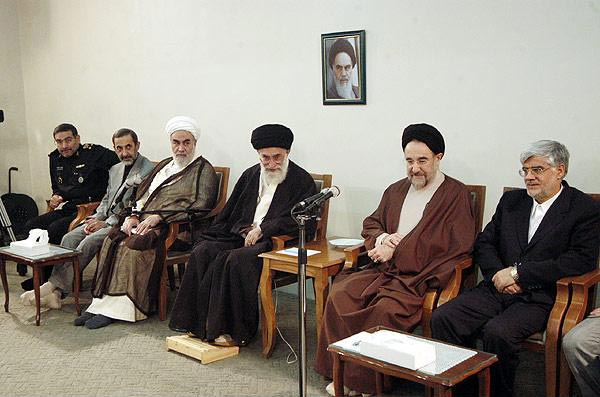
عارف بجانب خاتمي مع باقي اعضاء الحكومة في لقاء مع خامنئي

خلال مسيرته السياسية، شغل عارف مناصب مهمة في الجمهورية الإسلامية الإيرانية. بعد الثورة الإسلامية، بدأ حياته السياسية. كان أول منصب سياسي رئيسي له في عام 1981 عندما أصبح نائب رئيس شركة الاتصالات. ثم أصبح رئيسًا بالنيابة للشركة في عام 1983 وأصبح نائبًا لوزير العلوم في العام التالي. كان عارف عضوًا في هيئة التدريس بجامعة أصفهان للتكنولوجيا حتى عام 1994.
انتخب عارف، الذي كان أستاذًا في جامعة طهران، مستشارًا لها في عام 1994. بدأ حياته المهنية بإنشاء كلية العلوم الاجتماعية ومعهد الجيوفيزياء. بعد تعيينه وزيرًا للتكنولوجيا، استقال عارف من منصب المستشار لجامعة طهران في عام 1997.
بعد انتخاب محمد خاتمي رئيسًا لإيران، رشح عارف وزيرًا للبريد والبرق والهاتف، ثم أعيدت تسمية الوزارة لاحقًا إلى وزارة الاتصالات وتكنولوجيا المعلومات. أصبح أول رئيس لمنظمة الإدارة والتخطيط في عام 2000 بعد استقالته من منصب وزير الاتصالات.
أعيد انتخاب خاتمي في عام 2001 واستقال نائبه السابق حسن حبيبي فورًا بعد الانتخابات. بعد استقالة حبيبي، عين عارف نائبًا أول للرئيس. شغل هذا المنصب حتى سبتمبر 2005 وخلفه برويز داودي بعد انتخاب محمود أحمدي نجاد. ثم عمل أستاذًا في قسم الهندسة الكهربائية بجامعة شريف للتكنولوجيا، حيث قدم دورات في التشفير ونظرية الترميز ونظرية التقدير ونظرية المعلومات. وهو حاليًا أحد أعضاء مجلس تشخيص مصلحة النظام.
تم ترشيحه للانتخابات البرلمانية لعام 2008 كأول مرشح للجبهة الإصلاحية في القائمة ولكنه انسحب احتجاجًا على رفض مجلس صيانة الدستور لبعض المرشحين. في يونيو 2013، أعلن عارف أنه يخطط مع شخصيات إصلاحية أخرى لإطلاق حزب وطني، وهو أمل إيران. من ناحية أخرى، صرح الرئيس الإيراني المنتخب حسن روحاني أن عارف سيكون أحد أعضاء حكومته. ومع ذلك، رفض عارف دعوة روحاني لمنصب سياسي (نائب الرئيس أو وزارة العلوم) للتركيز على تأسيس حزبه. كما أعلن عن رغبته في أن يصبح أحد مستشاري روحاني في السياسة وحقوق الإنسان.

## الحياة الشخصية

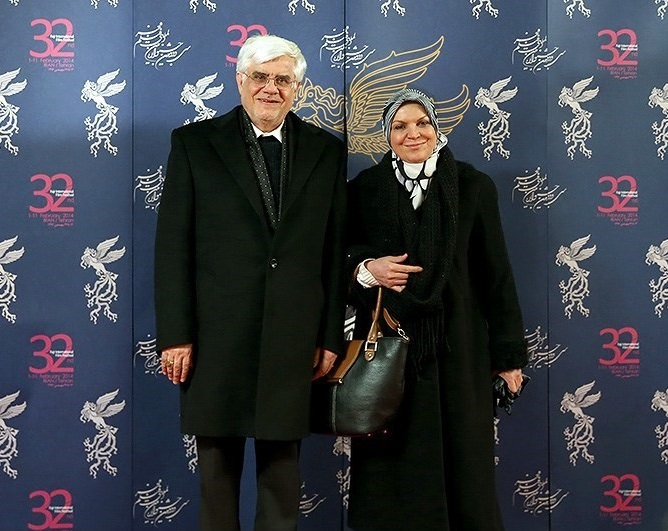
عارف وزوجته حميدة مروج فروشي

تزوج عارف من حميدة مروج فارشي عام 1976. حميدة حاصلة على درجة الدكتوراه في الأمراض الجلدية وتعمل أيضًا في وزارة العلوم. ولديهما ثلاثة أولاد.
في عام 2017، قال ابنه حميد رضا في مقابلة "أنا فخور بأن قدراتي تأتي من "جينات جيدة"..."، مما أثار جدلاً .